# 티엔쯔엉 스타디움
티엔쯔엉 스타디움(베트남어: Sân vận động Thiên Trường, 베트남어: Thiên Trường Stadium)은 베트남 남딘에 있는 30,000명을 수용할 수 있는 다목적 경기장이다. 현재 텝싸인 남딘 FC가 사용하고 있다.